# Jean-Michel Casa
Jean-Michel Casa (Rabat, 1 de agosto de 1957) es un diplomático francés. Embajador de la República Francesa en España (desde 2019).

## Carrera
Es licenciado en Derecho de la Universidad de París I Panthéon-Sorbonne y en el Instituto de Estudios Políticos de París. Comenzó su carrera tras salir de la Escuela Nacional de Administración en 1984, ingresado a la administración central del Ministerio de Asuntos Exteriores de Francia, al servicio de la Cooperación Económica Europea (1984-1988). Luego se desempeñó desde 1988 hasta 1989 como el asesor diplomático de Asuntos Europeos en el gabinete de Henri Nallet, Ministro de Agricultura y Silvicultura en el gobierno de Michel Rocard, antes de convertirse en asesor técnico para Europa (1989-1992) y director Adjunto (1992-1993) del canciller Roland Dumas.
En 1993 fue nombrado Cónsul General de Francia en Estambul (Turquía). En 1996 se unió a la Representación Permanente de Francia ante la Unión Europea en Bruselas, como segundo consejero a cargo de la coordinación general con el representante Permanente, así como en los asuntos de interior y justicia.
Regresa a París en junio de 1997, para ocupar el cargo de Jefe de Gabinete del ministro de Asuntos Europeos, Pierre Moscovici, hasta 2002. Fue nombrado embajador extraordinario y plenipotenciario al Reino Hachemita de Jordania (2002-2006) y luego ante el Estado de Israel (2006-2009). De 2009 a 2013, encabezó la dirección de la Unión Europea del Ministerio de Asuntos Exteriores y Europeos francés.
Desde el 4 de octubre de 2013 se desempeñó como Embajador de Francia en Argentina. Durante su desempeño en Argentina, François Hollande visitó el país en febrero de 2016, siendo el primer mandatario francés en hacerlo después de veinte años. Además, empresas francesas comenzaron a invertir en Argentina. También reabrió la sede de la embajada, el Palacio Ortiz Basualdo, después de estar durante más de dos años en obras y en 2015 organizó una marcha en Buenos Aires por el atentado contra Charlie Hebdo.
Fue nombrado Caballero de la Orden Nacional de la Legión de Honor (2006) y Oficial de la Orden Nacional del Mérito (2011).
Fue nombrado embajador de Francia ante el Reino de España (15 de marzo de 2019); tomó posesión de su cargo en Madrid (27 de abril de 2019). Entre los acuerdos que se quieren adoptar entre los dos países, se encuentra la elaboración del primer Tratado de Amistad y Cooperación Reforzada con el objetivo de afianzar y privilegiar su alianza en el seno de la Unión Europea. Anteriormente Francia firmó un tratado similar con Alemania (1963) e Italia (2021). El tratado se enmarca en una política de alianzas impulsadas por el presidente Macron, tras la salida del Reino Unido de la Unión Europea.

## Vida personal
Jean-Michel Casa está casado desde mayo de 1988 con Isabel Palumbo Fossati, de nacionalidad italiana y graduada de la Escuela de Estudios Superiores en Ciencias Sociales, quien es historiadora especializada en la Venecia renacentista. Tienen dos hijas.

## Publicaciones
- Le Palais de France à Istanbul, Yapı Kredi Yayınları, 1995, 113 p.p. ISBN 9753633947
- Le Palais de France à Istanbul, nueva edición con ilustraciones, Éditions Internationales du Patrimoine, 256 p.p., ISBN 979-10-90756-03-8.